# 삼각대 (사진술)

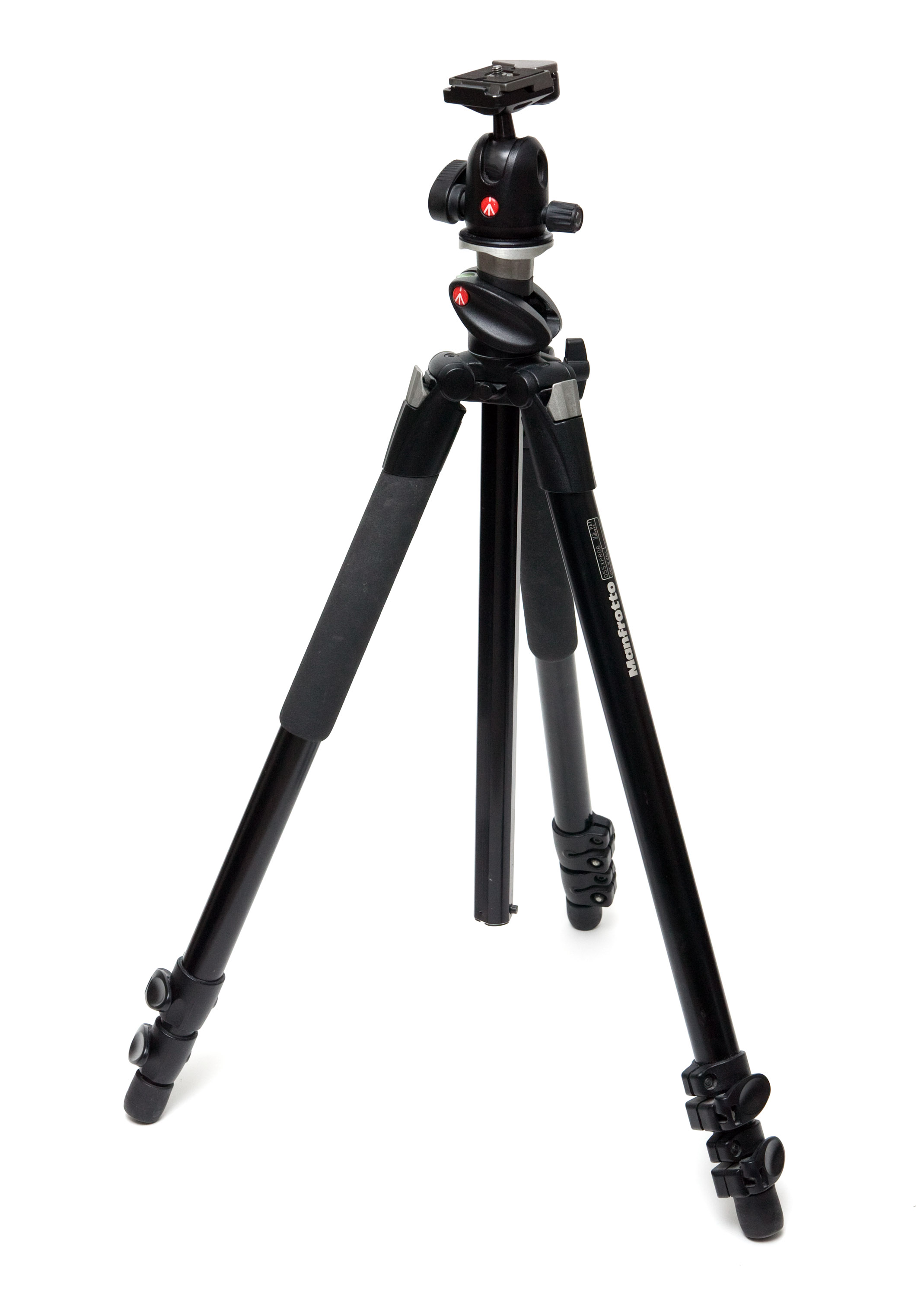
카메라 용도로 쓰이는 삼각대의 모습

삼각대는 사진술에서 카메라, 플래시 장치 또는 기타 비디오 또는 관찰/측정 장비를 지지하고 안정화하고 높이는 데 사용되는 휴대용 장치이다. 모든 사진 삼각대에는 카메라와 결합할 수 있는 세 개의 다리와 장착 헤드가 있다. 장착 헤드에는 일반적으로 카메라의 암나사형 소켓과 결합되는 손잡이 나사와 카메라를 삼각대에 장착할 때 카메라를 회전하고 기울일 수 있는 메커니즘이 포함되어 있다. 삼각대 다리는 일반적으로 사용하지 않을 때 공간을 절약하기 위해 망원경으로 만들어진다. 삼각대는 일반적으로 알루미늄, 탄소섬유, 강철, 목재 또는 플라스틱으로 만들어진다.

## 사용법
삼각대는 카메라 움직임을 방지하기 위해 스틸 사진과 모션 사진 모두에 사용된다. 셔터가 열려 있는 동안 카메라를 움직이면 이미지가 흐릿해지기 때문에 저속 노출을 하거나 초점 거리가 극단적인 렌즈를 사용할 때 필요하다. 같은 맥락에서 카메라 흔들림을 줄여 최대 선명도를 달성하는 데 중요한 역할을 한다. 삼각대는 이미지의 정확한 구도를 잡거나 동일한 장면으로 두 개 이상의 이미지를 만들 때(예: 노출을 브라케팅할 때)에도 도움이 된다. 삼각대를 사용하면 사진 촬영에 더욱 신중하게 접근할 수 있다. 이러한 모든 이유로 인해 전문 사진 촬영에는 일종의 삼각대가 필요한 경우가 많다. 삼각대는 사진 액세서리로 C-스탠드 대신 사용할 수도 있다.

## 구조

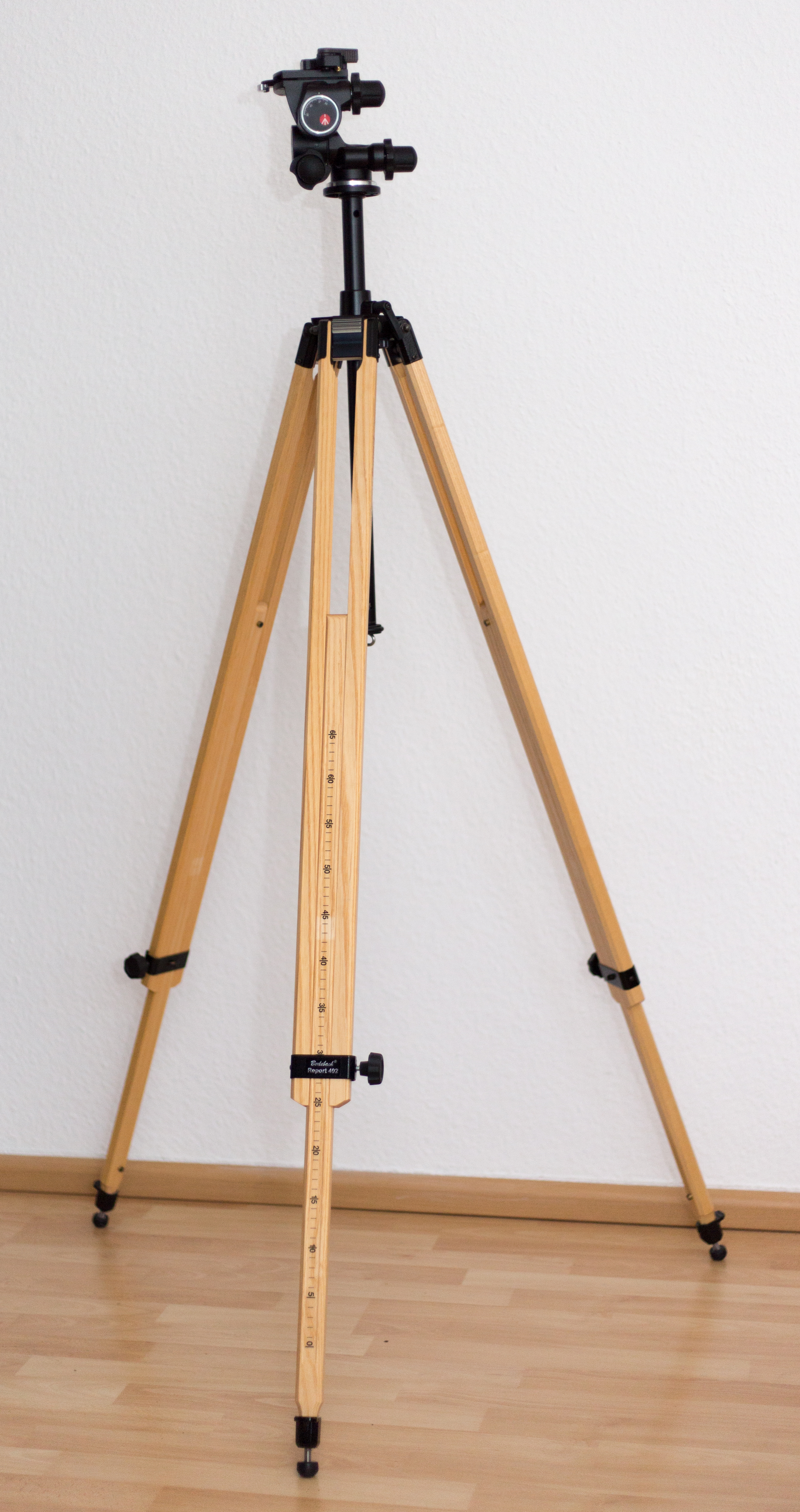
베를레바흐 삼각대 리포트 422, 나무(구주물푸레나무)로 제작됨

최대 강도와 안정성을 위해 대부분의 사진용 삼각대는 중앙 기둥 주위에 지지되어 있으며, 접이식 망원 다리와 상단에 올리거나 내릴 수 있는 망원 부분이 있다. 삼각대 상단에는 카메라 마운트(일반적으로 카메라를 고정하기 위한 엄지 나사가 있는 분리 가능한 플레이트)와 카메라를 팬, 회전, 기울일 수 있도록 하는 여러 조인트, 그리고 일반적으로 조작자가 카메라를 흔들지 않고 조작할 수 있도록 하는 손잡이가 포함된 헤드가 있다. 일부 삼각대에는 캠코더나 카메라를 제어하는 통합 리모컨도 포함되어 있지만, 이는 일반적으로 카메라를 만든 회사에 독점적이다. 삼각대 또는 일각대 다리 제작에 사용되는 재료에는 금속(일반적으로 알루미늄 또는 도색된 알루미늄), 나무, 탄소 섬유 강화 플라스틱 등이 있다.

### 볼트 나사산
ISO 1222:2010에 따르면, 카메라 부착을 위한 현재 삼각대 볼트 나사산 표준은 1/4-20 UNC 또는 3/8-16 UNC 나사산을 요구한다. 대부분의 소비자용 카메라에는 1/4-20 UNC 나사산이 장착되어 있다. 더 크고 전문적인 카메라와 렌즈에는 3/8-16 UNC 나사산과 분리 가능한 1/4-20 UNC 어댑터가 장착되어 있어 두 표준 중 하나를 사용하여 삼각대에 장착할 수 있다.
과거에는 영국 왕립사진협회에서 구형 카메라를 삼각대에 부착하기 위한 나사산 표준으로 3/16-24 BSW (공칭 직경 3/16인치, 인치당 24나사산) 또는 소형 카메라에는 1/4-20 BSW, 대형 카메라 및 팬/틸트 헤드에는 3/8-16 BSW를 권장했다. 이 용도에서 BSW와 UNC 나사산 프로파일은 현대 카메라를 구형 삼각대에 장착하거나 그 반대로도 장착할 수 있을 만큼 충분히 유사하다. UNC 나사산은 60도 각도로 평평하게 되어 있는 반면, BSW는 55도 각도로 둥글게 되어 있다. 그러나 적어도 한 영국의 제조업체는 삼각대 마운트에 No.1 B.A.(영국 표준 나사산)를 사용한다.

## 변형

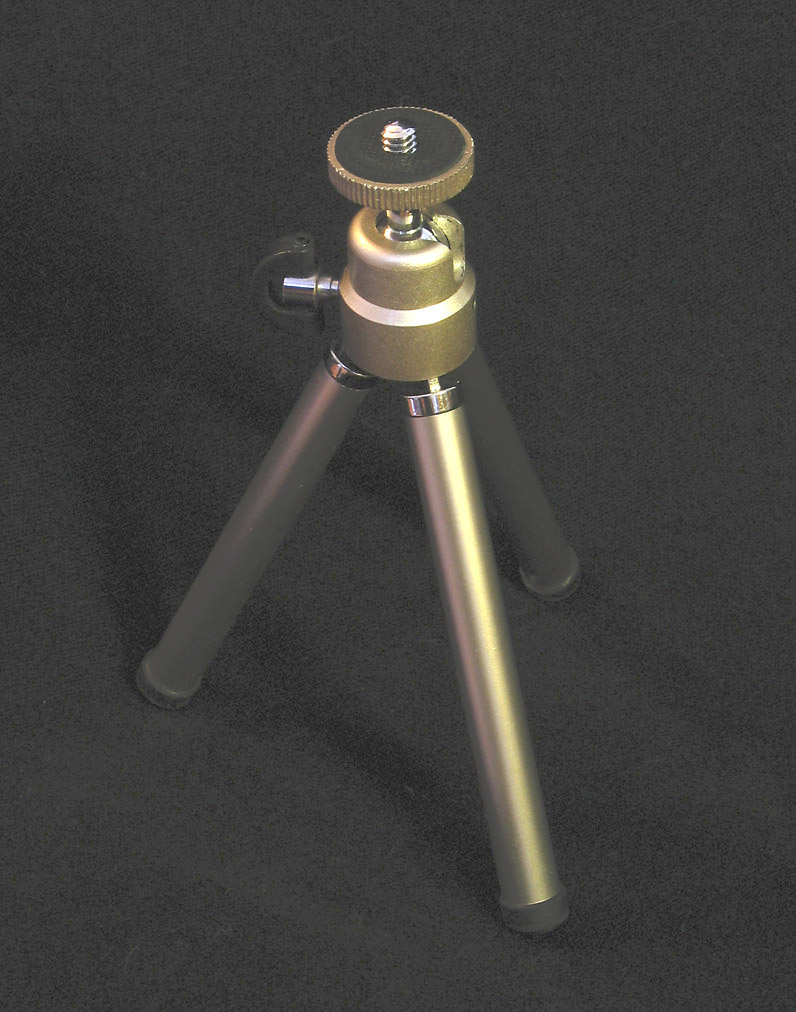
볼 헤드가 달린 탁상용 삼각대.

몇 가지 유형의 삼각대가 있다. 가장 저렴한 삼각대는 일반적으로 알루미늄 튜브로 만들어지며 미화 50달러 미만으로, 주로 소비자용 스틸 카메라 및 캠코더에 사용된다. 이들은 일반적으로 부착된 헤드와 고무 발을 포함한다. 헤드는 매우 기본적인 것으로, 종종 캠코더의 부드러운 패닝에는 완전히 적합하지 않다. 주로 스틸 카메라용으로 설계된 일반적인 기능은 카메라가 가로 방향이 아닌 세로 방향으로 사진을 찍을 수 있도록 헤드를 90도 옆으로 뒤집을 수 있도록 한다. 종종 장착 나사 앞쪽에 캠코더를 안정화하는 데 사용되는 작은 핀이 포함되어 있다. 이는 더 비싼 사진용 삼각대에서는 볼 수 없다.
더 비싼 전문가용 삼각대는 더 튼튼하고 강하며, 일반적으로 통합 헤드가 없다. 별도의 헤드를 사용하면 사진작가의 필요에 맞게 삼각대-헤드 조합을 맞춤 설정할 수 있다. 삼각대가 가벼워야 하는 용도로 사용되는 비싼 탄소 섬유 삼각대도 있다. 많은 삼각대, 심지어 일부 비교적 저렴한 삼각대조차도 삼각대 다리와 헤드의 수평 표시기를 포함한다.
더 비싼 삼각대 중 다수는 카메라를 다리 사이에 장착하여 낮은 위치에서 촬영할 수 있도록 하는 가역 중앙 기둥과 여러 다른 각도로 열릴 수 있는 다리와 같은 추가 기능을 가지고 있다.

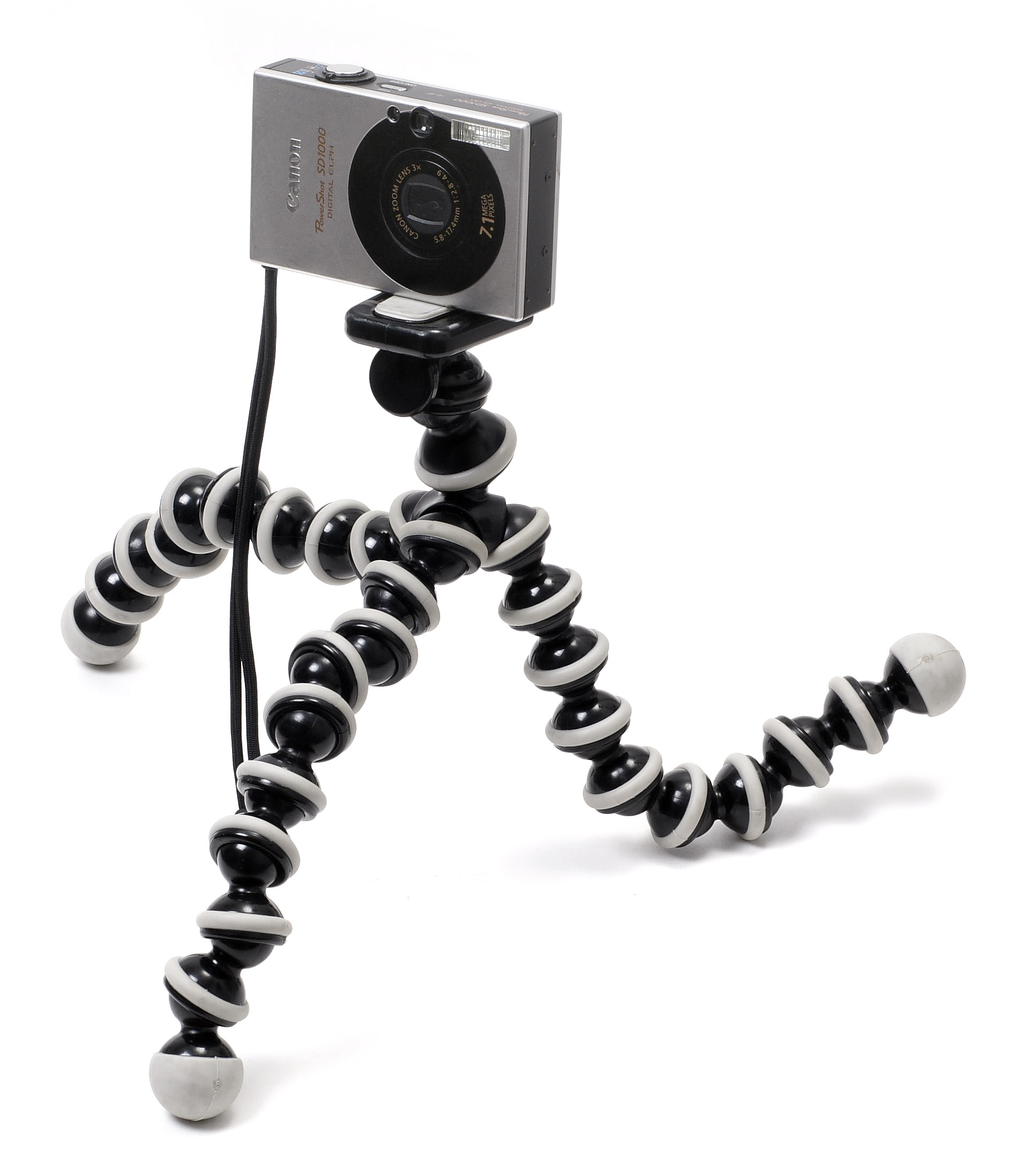
일부 물체를 잡을 수 있도록 유연한 다리를 가진 삼각대.

작은 탁상용 삼각대(때로는 탁상형 삼각대라고도 함)도 사용할 수 있는데, 미화 20달러 미만의 비교적 약한 모델부터 최대 800달러까지 나가는 전문가용 모델까지 다양하며 최대 68 kg (150 lb)까지 지탱할 수 있다. 이들은 풀 사이즈 삼각대가 너무 부피가 커서 들고 다니기 힘든 상황에서 사용된다. 대안으로는 클램프-포드가 있는데, 이는 볼 헤드가 C-클램프에 부착된 것이다.
다른 기술로는 사진작가의 두 발 주위에 팽팽하게 고정되어 카메라에 연결된 끈 삼각형을 형성하는 방법이 있다. 이 음의 끈 "삼각대"는 카메라를 충분히 안정화하여 셔터 속도를 세 단계 더 느리게 사용할 수 있다.

### 헤드
헤드는 카메라에 부착되어 카메라를 조준할 수 있게 하는 삼각대의 부분이다. 삼각대에 통합될 수도 있고 별도의 부품일 수도 있다. 일반적으로 두 가지 다른 유형의 헤드가 있다.

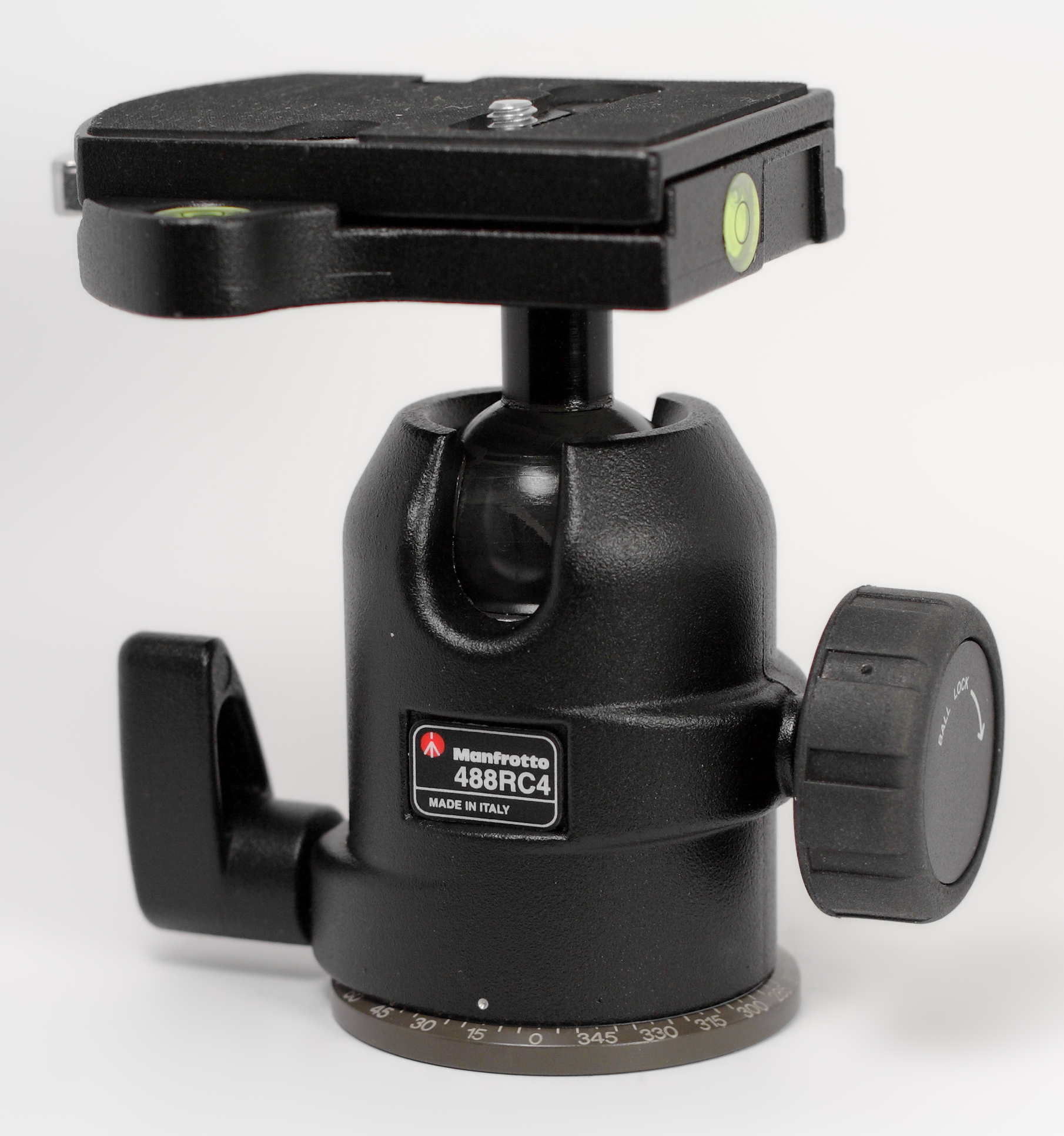
파노라마 회전 잠금 레버와 볼 잠금 손잡이를 보여주는 볼 헤드.

볼 헤드는 볼 조인트를 사용하여 단일 지점에서 모든 축에 대한 회전 운동을 허용한다. 일부 볼 헤드는 헤드 바닥에 별도의 파노라마 회전 조인트를 가지고 있다. 헤드는 두 가지 주요 부분으로 구성되어 있는데, 카메라에 부착되는 볼과 삼각대에 부착되는 소켓이다. 카메라는 퀵 릴리스 플레이트 또는 간단한 UNC 1/4"-20 나사를 사용하여 볼에 부착된다. 소켓은 회전하는 볼을 감싸고 볼을 잠그는 컨트롤도 포함한다. 소켓에는 카메라를 세로 방향으로 회전시킬 수 있도록 측면에 슬롯이 있다. 볼 헤드는 다양한 복잡성을 가진다. 일부는 볼과 팬 잠금 모두에 하나의 컨트롤만 가지고 있는 반면, 다른 일부는 볼 잠금, 팬 잠금 및 볼 마찰에 대한 개별 컨트롤을 가지고 있다. 볼 헤드는 카메라의 자유로운 움직임이 필요할 때 사용된다. 또한 팬-틸트 헤드보다 더 안정적이며 더 무거운 하중을 지탱할 수 있다. 그러나 볼 헤드는 모든 회전 축의 움직임을 허용하거나 방지하는 데 하나의 컨트롤만 사용할 수 있다는 단점이 있어, 카메라가 한 축을 중심으로 기울어지면 다른 축을 중심으로 회전할 위험이 있을 수 있다.

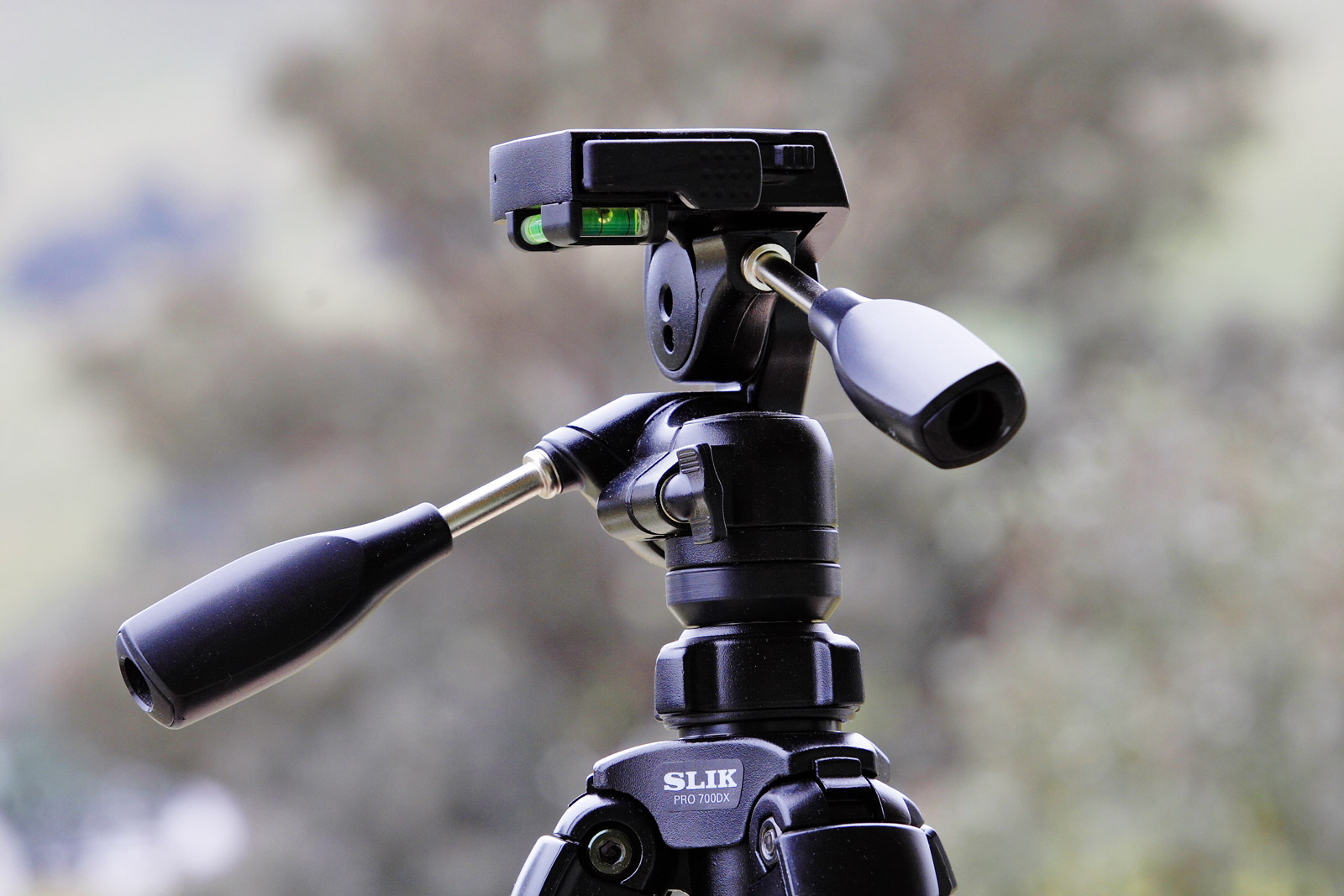
삼각대에 장착된 3방향 팬-틸트 헤드, 파노라마 회전, 측면 기울기, 전면 기울기 컨트롤을 보여줌

하나 또는 두 축의 회전이 필요할 때는 팬-틸트 헤드가 사용된다. 팬-틸트 헤드는 기울기 및 패닝을 위한 별도의 조인트와 컨트롤을 가지고 있어 다른 축에 영향을 주지 않고 특정 축을 제어할 수 있다. 이 헤드는 2방향 및 3방향으로 나뉜다. 2방향 헤드는 2개의 축과 컨트롤을 가지며, 하나는 파노라마 회전용이고 다른 하나는 전면 기울기용이다. 3방향 헤드는 3개의 축과 컨트롤을 가지며, 하나는 파노라마 회전용, 전면 기울기용, 측면 기울기용이다. 이 헤드의 컨트롤은 일반적으로 특정 축을 풀거나 조이는 데 사용할 수 있는 손잡이이다. 이를 통해 한 축, 여러 축 또는 어떤 축도 움직이지 않게 할 수 있다. 모든 축에 대한 회전이 필요할 때는 볼 헤드가 사용된다. 각 축의 정밀 제어를 위해 톱니바퀴를 사용하는 팬-틸트 헤드도 있다. 이는 근접촬영과 같은 일부 유형의 사진 촬영에 유용하다.
다른 헤드 유형에는 짐벌, 유체, 기어, 경위대, 그리고 적도의 헤드가 포함된다. 유체 헤드와 기어 헤드는 매우 부드럽게 움직여 다른 유형의 삼각대 헤드에서 발견되는 점착-미끄럼 효과로 인한 덜컹거림을 방지한다. 짐벌 헤드는 카메라와 렌즈의 균형 잡힌 움직임을 허용하기 위해 사용되는 단일 축 헤드이다. 이는 야생 동물 사진 촬영뿐만 아니라 매우 길고 무거운 망원 렌즈가 사용되는 모든 경우에 유용하다. 짐벌 헤드는 렌즈를 무게 중심 주위로 회전시켜 움직이는 피사체를 추적하는 동안 쉽고 부드러운 조작을 가능하게 한다.

### 일각대

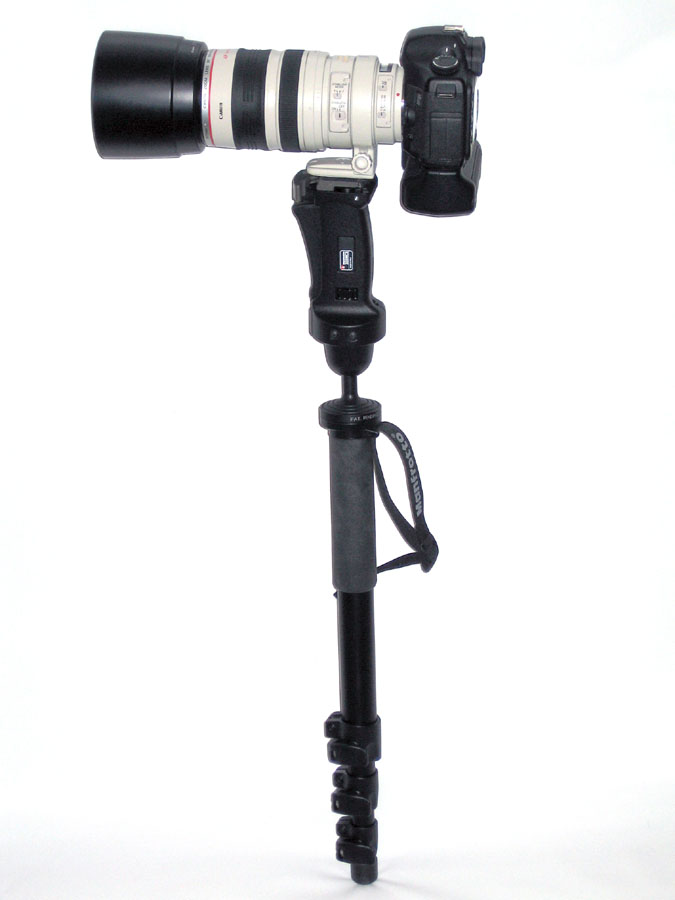
일각대에 장착된 카메라와 망원 렌즈

삼각대 대신 또는 보완적으로, 일부 사진작가들은 설치와 분해의 편리함을 위해 일각대라고 불리는 한 다리 망원 스탠드를 사용한다. 일각대는 사진작가가 카메라를 제자리에 고정해야 하지만, 일각대가 카메라의 자유도를 줄이고 또한 사진작가가 더 이상 카메라의 전체 무게를 지탱할 필요가 없기 때문에 삼각대와 동일한 안정화 이점을 제공할 수 있다.

## 고정 삼각대
특히 시네마토그래피의 앙각 쇼트를 위해 다리 길이가 고정되어 있고 중앙 기둥이 없는 짧은 삼각대를 사용할 수 있다. 이들 중 가장 낮은 것을 로우 햇이라고 부르며, 약간 더 높은 버전을 하이 햇이라고 한다.

## 여행용 삼각대
여행용 삼각대는 가벼움과 견고함을 포함한 특정 기준에 맞게 설계되어 사진작가가 오랫동안 여행하며 삼각대를 휴대할 수 있는 자유를 제공하는 것이다. 휴대 수하물로 운반할 수 있을 만큼 작고 가벼워야 하지만 전문가용 DSLR과 빠른 망원 렌즈를 지탱할 수 있을 만큼 충분한 강도를 가져야 한다. 여행용 삼각대 다리의 일반적인 사양은 다음과 같다: 무게(헤드 제외): 0.9 ~ 1.8 kg (2 ~ 4 lbs), 높이(수축 시): 30 ~ 50 cm (12 ~ 20 인치), 높이(확장 시): 152 ~ 178 cm (60 ~ 70 인치) 및 최대 하중: 2.3 ~ 4.6 kg (5 ~ 10 lbs).

## 같이 보기
- 카메라 각도
- 클로즈업
- 앙각 쇼트